# Cursorius
Cursorius es un género de aves caradriformes de la familia Glareolidae conocidas vulgarmente como corredores. Los corredores forman un grupo de especies que viven en estepas y desiertos del Viejo Mundo, desde las islas Canarias (Fuerteventura) hasta la India, el sur de Rusia y casi toda África.

## Especies
Se reconocen cinco especies de Cursorius:
- Cursorius cursor - corredor sahariano;
- Cursorius somalensis - corredor somalí;
- Cursorius temminckii - corredor etiópico;
- Cursorius coromandelicus - corredor indio;
- Cursorius rufus - corredor rufo.